# Hipólito José da Costa
Hipólito José da Costa Pereira Furtado de Mendonça (13 août 1774 — 11 septembre 1823) est un journaliste, un diplomate et un franc-maçon brésilien, considéré comme le « père de la presse brésilienne ». Il est également le premier à avoir occupé la 17e chaire de l'Académie brésilienne des lettres.
En 1808, il crée à Londres le premier journal de l'histoire du Brésil, le Correio Braziliense.